# توخيف
التوخيف أو التَجَيُّب (بالإنجليزية: Marsupialization)‏ تقنية جراحية لقطع شق في خراج أو كيس وخياطة حوافه على شكل سطح مستمر من السطح الخارجي إلى السطح الداخلي للخراج أو الكيس. الخياطة بهذه الطريقة تجعل موضع الخراج أو الكيس لا يزال مفتوحا ويُمكن أن يستنزف السوائل بحرية بينما تكون حوافه مُخاطة. تستخدم هذه التقنية لعلاج الخراج أو الكيس عندما يكون الاستنزاف من فتحة واحدة ليس فعّالا ولا يكفي، وتكون إزالة البنية المحيطة بالخراج أو الكيس بالكامل ليست مرغوبا فيها.

## التطبيقات
- هذه التقنية غالبا ما تُطبق على كيسة غارتنر (في المباض) (بالإنجليزية: Gartner cyst)‏، خراجات البنكرياس، الناسور العصعصي (كيس شعر متساقط وموقعه أسفل الظهر)، وكيس بارثولين.[1]
- في حالة الكيس الجريبي، يُستخدم التوخيف للسماح للأسنان النامية المرتبطة بكيس على مواصلة النمو في تجويف الفم.[2]
- يُستخدم التوخيف أيضا في «مفاغرة كيس الدمع بالأنف» (إجراء جراحي) والتي يتم فيها توصيل الغشاء المخاطي للكيس بالغشاء المخاطي للأنف، فوق مستوى الانسداد في القناة الدمعية.

## الخطورة
عندما يحدث خطأ في التشخيص فيتم تطبيق تقنية التوخيف الجراحية على الكيس الجلداني (ورم مسخي) أو غيرها من الأورام الخبيثة، يكون هناك مخاطر لاحقة بعودة الورم أو بازدياد حجم السرطان زيادة كبيرة.

## وصلات خارجية
1. توخيف كيس غدة بارثولين.
2. التوخيف في القاموس الطبي.